# Straffeloven af 1866
Straffeloven af 1866 (formelt "Almindelig borgerlig Straffelov af 10. Februar 1866") er en tidligere dansk lov, der regulerede strafferetten i Danmark i tiden fra 1866 til 1933, hvor den blev afløst af den nugældende straffelov.

## Baggrund
Indtil vedtagelsen af straffeloven fra 1866 havde dansk strafferet været reguleret af Christian 5.'s Danske Lov kapitel 6 fra 1653 samt en række forordninger m.v. Fundamentet i dansk strafferet havde op til begyndelsen af 1800-tallet bestået af en række pinestraffe (forskellige former for korporlig afstraffelse, eksempelvis kagstrygning og afhugning af lemmer) og fra 1600-tallet i højere grad indsættelse af forbrydere i anstalter, hvor de kunne udføre tvangsarbejde.
Inspireret af tanker fra udlandet, primært USA, lod Christian 8. udstede en resolution i 1842, der havde til formål i højere grad at "forbedre" fangerne og at bidrage til deres moralske og religiøse undervisning. Resolutionen var resultatet af en af kongen nedsat fængselskommission, der nærmere havde undersøgt to datidige teorier om fangernes forbedring. Begge teorier, "Filidelfia-modellen" og "Auburn-modellen" byggede på religiøse overvejelser om fangernes forbedring. I henhold til begge teorier var det centralt, at fangerne i vidt omfang var isolerede. Filidelfia-modellen havde sit grundlag i den religiøse bevægelse kvækerne og lagde op til streng isolation af fangerne, således at disse gennem selvindsigt fik tid og lejlighed til at sone forbrydelsen og til gennem bl.a. bibellæsning at opnå en højere religiøs bevidsthed. Efter Filidelfia-modellen skulle fangerne isoleres i egen celle dag og nat. Auburn-modellen var baseret på tilsvarende tanker, men lagde dog også vægt på punktlighed og arbejdsomhed, og lod derfor fangerne arbejde sammen i fælleslokaler om dagen, hvor der dog skulle være fuldstændig tavshed. Den nedsatte kommission kunne dog ikke nå til enighed om, hvilken metode, der skulle anvendes i Danmark, hvorfor det i Resolutionen fra 1842 blev bestemt, at der skulle opføres to nye fængsler; et tugthus i Horsens anlagt efter Auburn-modellen til fanger med længere straffe og et forbedringshus i Vridsløselille anlagt efter Filadelfia-modellen til fanger med kortere straffe. De to fængsler stod færdige i 1853 (Horsens) og i 1859 (Vridsløse).
Loven fik, som straffeloven fra 1930, titlen "borgerlig straffelov" for at man skulle kunne skelne den fra den militære straffelov

## Vedtagelse
Rigsdagen vedtog i 1866 den nye straffelov, hvis straffesystem i vidt omfang var baseret på datidens tanker om straf og på den af kongen i 1842 udstedte resolution. I forhold til Danske Lovs til tider voldsomme straffe, blev straffene i vidt omfang mildnet, hvilket afspejlede den mere moderne opfattelse af strafferetten, der var opstået. Loven trådte i kraft den 1. juli 1866.
Dødsstraf blev i forhold til Danske Lov indskrænket til forholdsvist begrænset antal forbrydelser (forbrydelser mod statens sikkerhed, drab, voldtægt m.v.), ligesom korporlige straffe også blev kraftigt begrænset i forhold til bestemmelserne i Danske Lov og senere forordninger.

## Straffene
Straffeloven af 1866 opererede med fire typer af straffe: Dødsstraf (kaldet "livsstraf"), frihedsstraf, korporlig afstraffelse og bøder.
Dødsstraf
Dødsstraf blev efter loven eksekveret ved halshugning med en økse. Dødsstraf kunne idømmes ved
- forbrydelser mod statens sikkerhed, spionage, forræderi og ved danske undersåtters deltagelse i krig mod Danmark
- foretagelse af handlinger, der sigter til at berøve Kongen, dronningen eller tronfølgeren livet eller friheden, eller ved at deltage i eller opvække oprør eller vold med det formål at ændre statsforfatningen
- foretagelse af handlinger, der sigter til at berøve en fremmed regent - i venskab med Kongen - livet
- grov voldtægt af "uberygtet kvinde" (var kvinden "berygtet" var straffen mildere)
- brandstiftelse, hvis nogen omkom ved branden
- forvoldelse af skibbrud eller skibsforlis, såfremt nogen omkom som en følge heraf
- fremkaldelse af oversvømmelse, hvis nogen omkom som en følge heraf
- beskadigelse af jernbaner eller lokomotiver, hvis nogen omkom som en følge heraf
- sørøveri, hvis nogen omkom som en følge heraf
- drab under skærpende omstændigheder

Dødsstraf blev dog sjældent anvendt under straffeloven af 1866, og der blev således "kun" eksekveret fire dødsdomme i tiden frem til dødsstraffens ophævelse ved straffeloven af 1930.
Frihedsstraffe
Frihedsstraffene blev idømt i følgende forskellige varianter af fængselsstraffe:
- Strafarbejde, der igen blev opdelt i enten tugthusarbejde eller forbedringshusarbejde. Tugthusarbejde kunne idømmes i op til livstid og ikke under 2 år. Forbedringshusarbejde kunne idømmes mellem 8 måneder og ikke over 6 år. De to typer strafarbejde svarede i øvrigt til hinanden, men udgangspunktet var, at de mere forhærdede forbrydere og tidligere straffede skulle afsone som tugthusarbejde, hvorimod yngre fanger og fanger, der formodedes at være bedre egnet til at forbedre sig skulle idømmes forbedringshusarbejde. Fanger indsat i forbedringshuset kunne ved at afsone straffen i enecelle opnå en nedsættelse af straffen, idet opfattelsen på daværende tidspunkt var, at fangens ensomhed fremmede fangens anger og derved forbedrede ham til atter at indtræde i samfundet. Grundet Statens finanser var der dog ikke opført et tilstrækkeligt antal tugt- og forbedringshuse, og i praksis var der sjældent større forskel på afsoningen. Som tugthuse anvendtes Horsens Tugthus og Vridsløse Cellefængsel, Nyborg Strafanstalt (for fanger under 23 år) og Christianshavns Strafanstalt (Børnehuset). Der blev dog også indsat forbedringshusfanger i disse fængsler, særlig i Vridsløse Strafanstalt, der var opført som et stjernefængsel, der gav optimal mulighed for isolation af fangerne. Udlændinge, der ikke havde haft lovligt ophold i den danske stat i de seneste fem år, blev endvidere udvist af landet efter udståelsen af straffen.

- Fængsel på Vand og Brød var en frihedsstraf, der varede fra 2 til 30 dage. Under fængselsopholdet fik fangen alene vand og brød (dog med salt), ligesom det var fangen forbudt at ryge. Personer under 18 år kunne ikke idømmes fængsel på vand og brød, og fik i stedet straf af simpelt fængsel eller prygl med ris eller spanskrør. Personer over 60 år kunne fritages for fængsel på vand og brød, men fik i så fald firdoblet fængselsopholdets længde. Ved fængsel på vand og brød i længere tid end fem dage, blev straffen delt op, således at fangen fik "mellemfrist", hvor fangen kunne indtage andet end vand og brød, enten i et arresthus eller på fri fod.

- Fængsel på sædvanlig fangekost var den "almindelige" form for fængsel.

- Blev fangen idømt simpelt fængsel var fangen ikke indskrænket til at spise sædvanlig fangekost. Simpelt fængsel kunne idømmes fra 2 dage til to år.

Korporlig afstraffelse
Ved indførelsen af straffeloven af 1866 blev brugen af korporlig afstraffelse ved straffelovsovertrædelser indskrænket til alene at omfatte børn og unge. Straffene var rottingsstraf og ris. Rotting bestod i mellem 10 og 25 slag med et spanskrør og kunne idømmes til drenge mellem 12 og 18 år. Ris bestod i mellem 10 og 25 slag med et ris og kunne i dømmes piger mellem 10 og 12 år og drenge mellem 10 og 15 år. For særlig "vanartige" børn, kunne der tildeles 2 x 25 slag med riset, dog fordelt over to dage.
Brug af pryglestraf kunne dog tillige benyttes over for voksne fanger indsat i fængslerne som led i fængslernes disciplinære regler.
Justitsminister P.A. Alberti indførte i 1905 et tillæg til straffeloven af 1866, hvorved forskellige volds- og seksualforbrydelser også kunne udløse pryglestraf. Tillægget, der blev benævnt 'prygleloven', var dog omstridt, og blev ophævet igen i 1911.
Bøder
Der kunne idømmes bøder på mellem 1 og 2.000 rigsdaler. Kunne (eller ville) den dømte ikke betale, kunne bøden i stedet afsones i form af simpelt fængsel i et nærmere angivet antal dage, der var angivet i straffedommen, "dog ikke over 30 dages fængsel for hver 100 rigsdalers bøde". Den dømte kunne afsone fængselsstraffen som fængsel på vand og brød, hvorved den dømte opnåede en forkortelse af fængselsstraffen.